# Pstruží
Pstruží település Csehországban, a Frýdek-místeki járásban. Pstruží Ostravice, Metylovice, Čeladná, Frýdlant nad Ostravicí, Kunčice pod Ondřejníkem, Lhotka és Kozlovice településekkel határos. Lakosainak száma 1075 fő (2024. január 1.).

## Népesség
A település lakosságának változását az alábbi diagram mutatja:
| Lakosok száma | 647  | 708  | 734  | 788  | 698  | 866  | 964  | 1010 | 1020 | 1075 |
|               | 1869 | 1900 | 1921 | 1961 | 1980 | 2011 | 2016 | 2019 | 2021 | 2024 |